# Rascuporis IV
Rascuporis IV (Rhascuporis,Ῥασκούπορις) fou un reietó dels odrisis de Seutòpolis a Tràcia.
Era germà del rei Remetalces (31 aC a 13 aC) rei de Seutòpolis. Els dos germans van derrotar els dàlmates i breucs revoltats a Pannònia. sota la direcció dels Batos (Bató de Pannònia i Bató de Dalmàcia).
A la mort de Remetalces (13 aC), August va concedir els seus dominis al fill Cotis III (IX), però va cedir alguns districtes a Rascuporis. Aquest no es va conformar amb la part assignada (el districte muntanyós de Tràcia) però no va fer res mentre va viure August. Però a la mort de l'emperador va envair els dominis del seu nebot; finalment va desistir per orde de Tiberi.
Aviat, amb l'excusa d'un acord de reconciliació, va convidar al seu nebot a una conferència, i el va fer presoner i després el va fer matar; davant Tiberi va al·legar que amb la mort del seu nebot havia previngut la seva pròpia. L'emperador el va cridar a Roma però el rei no hi va anar amb l'excusa de la guerra contra els escites bastarnes. Finalment el propretor de Mèsia, Pomponi Flac el va anar a buscar i se'l va emportar per la força; va arribar a Roma on fou condemnat i desterrat a Alexandria, on aviat es va trobar una excusa pel seu assassinat (any 19).
El seu fill Remetalces II el va succeir a la seva part del regne (18)